# Lullaby of Broadway
Lullaby of Broadway es una canción popular compuesta por Harry Warren en 1935, con letra de Al Dubin, que apareció en la película musical Gold Diggers of 1935, donde era interpretada por Wini Shaw. La canción ganó el premio Óscar a la mejor canción original de dicho año, la segunda en recibir este premio, que había empezado a entregarse solo un año antes, en 1934, cuando la homenajeada fue The Continental para la película La alegre divorciada.
La canción también fue cantada en la película Agente especial, también del año 1935, en esta ocasión cantada por Bette Davis.

## Letra
Come on along and listen to
 The lullaby of Broadway
 The hip hooray and ballyhoo
 The lullaby of Broadway
 The rumble of a subway train
 The rattle of the taxis
 The daffodils who entertain
 At Angelo's and Maxi's
When a Broadway baby says good night
 It's early in the morning
 Manhattan babies don't sleep tight
 Until the dawn
Good night, baby
 Good night, the milkman's on his way
 Sleep tight, baby
 Sleep tight, let's call it a day
 Hey!

 The band begins to go to town
 And everyone goes crazy
 You rock-a-bye your baby round
 'Til everything gets hazy
 Hush-a-bye, I'll buy you this and that
 You hear a daddy saying
 And baby goes home to her flat
 To sleep all day
Good night, baby
 Good night, the milkman's on his way
 Sleep tight, baby
 Sleep tight, let's call it a day
Listen to the lullaby
 Of old... Broad... way...